# Alan Hacker
Pour les articles homonymes, voir Hacker.
Alan Hacker est un clarinettiste et chef d'orchestre britannique né le 30 septembre 1938 à Dorking et mort le 16 avril 2012 à Londres.

## Biographie
Alan Hacker naît le 30 septembre 1938 à Dorking (Surrey),.
Il étudie au Dulwich College et à la Royal Academy of Music, où il remporte le prix Dove ainsi que la bourse Boise, qui lui permet de se perfectionner à Paris et Vienne, notamment,.
Entre 1959 et 1966, il est clarinettiste à l'Orchestre philharmonique de Londres.
En 1965, Hacker est membre fondateur des Pierrot Players (qui deviendront les Fires of London (en) en 1970), avec Stephen Pruslin (en) et Harrison Birtwistle, puis fonde son propre ensemble, Matrix, en 1971, et l'année suivante Music Party, avec lequel il se consacre à l'interprétation sur instruments anciens, avant de créer le Classical Orchestra en 1977.
Comme pédagogue, il enseigne à la Royal Academy of Music entre 1960 et 1976 puis à partir de 1976 à l'Université d'York, où il dirige également le Festival de musique ancienne de York (en) entre 1976 et 1985.
Nommé officier dans l'ordre de l'Empire britannique (OBE) en 1988, il mène également une carrière de chef d'orchestre, en Finlande, en Allemagne, en Italie, en Suède et avec Opera North.
Comme clarinettiste, Alan Hacker est le créateur de plusieurs œuvres, de Harrison Birtwistle (Aubades and Nocturnes pour clarinette et quatuor, 2006), Howard Blake, Morton Feldman (Three Clarinets, Cello and Piano, 1972 ; Clarinet and String Quartet, également dédicataire, 1983), Alexander Goehr, Nicola LeFanu (Quintette pour clarinette et cordes, 1971), Peter Maxwell Davies (Hymnos, 1967 ; Stedman Doubles, 1968 ; The Seven Brightness, 1975) et Salvatore Sciarrino, notamment. Comme chef d'orchestre, il est le créateur de Chorus and Orchestra II de Morton Feldman (1973) et de l'opéra The Vanishing Bridgegroom de Judith Weir (1990). 
Il meurt le 16 avril 2012 à Londres,.